# PETSCII

Tastiera del PET-2001

Il PETSCII, (acronimo di PET Standard Code of Information Interchange), o CBM ASCII, è una variante del sistema di codifica ASCII usata nei computer della Commodore a partire dal 1977.
La codifica prende il suo nome dal Commodore PET ma è anche usata negli home computer VIC-20, Commodore 64, Commodore 16, Commodore Plus/4, Commodore 128 e nel personal computer Commodore CBM-II.

## Storia

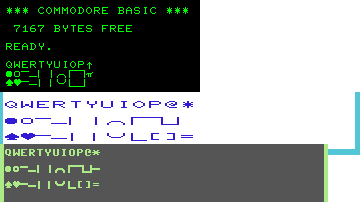
Confronto fra i caratteri PETSCII del PET, del VIC-20 e del C-128.

L'insieme di caratteri fu per la maggior parte disegnato da Leonard Tramiel, il figlio del fondatore di Commodore Jack Tramiel, e dal progettista del PET Chuck Peddle. I caratteri PETSCII furono una delle estensioni che Commodore chiese nel 1977 al programmatore di Microsoft Ric Weiland di inserire nel Commodore BASIC, una versione personalizzata del Microsoft BASIC che sarebbe stata distribuita con i computer PET. Il VIC-20 utilizzava gli stessi caratteri del PET che, però, apparivano più larghi a causa del numero di colonne video inferiore (solo 22 contro le 40/80). A partire dal Commodore 64 fu leggermente rivisto l'insieme dei caratteri maiuscoli per meglio rappresentarli sui monitor a colori per via dell'aumentata risoluzione video di questo e dei computer successivi (40 colonne). L'insieme di lettere minuscole era invece identico a quello usato sulla famiglia di computer ad 8 bit di Atari.
Chuck Peddle afferma, inoltre, che l'inclusione dei simboli dei semi delle carte da gioco fu fatto perché fosse poi facile scrivere per il PET giochi di carte.

## Caratteristiche

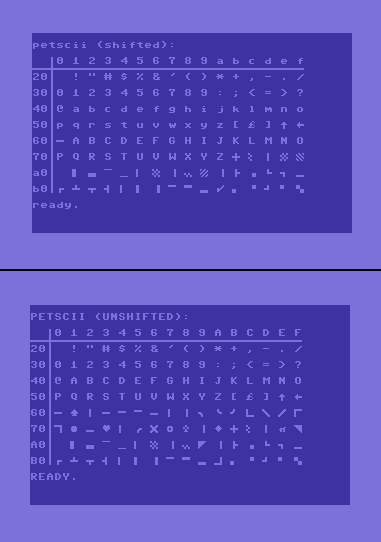
Gli insiemi "shiftato" e "non shiftato" dei caratteri PETSCII visualizzati su un Commodore 64 (mancano i caratteri speciali e quelli nell'intervallo $C0-$FF, che sono i caratteri maiuscoli che sono ripetuti nell'intervallo $60-$7F).

Il PETSCII è basato sulla versione del 1963 dell'insieme ASCII (non su quello successivo del 1967 adottato da molti altri computer dell'epoca). All'avvio del computer, il set predefinito era quello "non shiftato": esso comprendeva le lettere maiuscole e, nel caso di tasti con 2 simboli (come i numeri ed i tasti della punteggiatura), il simboli principale. Per far apparire i caratteri "shiftati" si doveva premere il tasto insieme al tasto ⇧ Maiusc: questo insieme comprendeva le lettere minuscole e, nel caso di tasti con 2 simboli, il simbolo secondario, posto in alto sul tasto. Da segnalare anche la presenza, sulle tastiere di tutti i computer dal VIC-20 in poi, del simbolo della sterlina britannica al posto della barra inversa "\".
L'inclusione dei simboli grafici fu fatto per facilitare la creazione di interfacce semigrafiche dato che il Commodore PET non era dotato della possibilità di gestire la grafica raster né della possibilità di ridefinire l'insieme di caratteri. La presenza della "modalità video invertita" (il carattere veniva visualizzato invertendo l'ordine dei pixel accesi e spenti) permetteva di allargare ulteriormente l'insieme di caratteri grafici (ad esempio, il carattere con un quarto dei pixel accesi poteva essere invertito generando un carattere con i tre quarti dei pixel accesi).
Esisteva anche una modalità detta "testo" a cui si poteva accedere premendo i tasti COMMODORE e ⇧ Maiusc (il passaggio influenzava tutti i caratteri visualizzati sullo schermo). In questa modalità era possibile usare sia le lettere minuscole che maiuscole grazie al fatto che l'insieme dei caratteri "shiftati" possedeva entrambi i sottoinsiemi. Questa modalità permetteva anche di passare un testo da un computer Commodore con PETSCII ad un computer che usava la codifica ASCII-1967 con la variante che i caratteri maiuscoli diventavano minuscoli e viceversa, per via della mappatura diversa.
Il PETSCII includeva dei caratteri speciali di controllo che, se premuti oppure stampati tramite un programma, venivano interpretati dall'editor ed eseguivano determinate funzioni: i tasti cursore spostavano materialmente il cursore, il tasto HOME portava il cursore nella prima cella video in alto a sinistra, CLR puliva lo schermo, RVS ON e RVS OFF attivavano e disattivavano la modalità invertita. Sui modelli che supportavano il colore (dal VIC-20 in poi) c'erano anche delle particolari combinazioni di caratteri che permettevano di modificare la tonalità del testo.